# SACRIFICE (櫻井敦司の曲)
「SACRIFICE」（サクリファイス）は、日本のミュージシャン櫻井敦司の1枚目のシングルである。2004年5月26日発売。発売元はビクターエンタテインメント。

## 概要
- ソロデビューシングル。
- PV監督は山口博樹。

## 収録曲
1. SACRIFICE[4:31]
  - 作詞：櫻井敦司、作曲・編曲：Wayne Hussey
2. LOVE (抱きしめたい)[6:44]
  - 作詞：阿久悠、作曲：大野克夫、編曲：會田茂一

沢田研二のカバー
3. WONDERFUL WORLD (Injection to NY mix)[4:02]
  - 作詞：櫻井敦司、作曲：須藤寿、編曲：髭 (HiGE)